# Lechosław Łomozik
Lechosław Łomozik (ur. 22 kwietnia 1942 w Kromolicach) − polski chemik, profesor nauk chemicznych specjalizujący się chemii bionieorganicznej oraz chemii koordynacyjnej, kierownik Zakładu Chemii Koordynacyjnej Wydziału Chemii Uniwersytetu im. Adama Mickiewicza w Poznaniu.

## Kariera zawodowa
W 1964 ukończył studia na wydziale Chemii UAM. W 1972 obronił doktorat, a w 1984 habilitował się. W roku 2000 otrzymał tytuł naukowy profesora.